# Paracaídas (álbum)
Paracaídas es el primer álbum del dúo peruano Alejandro y María Laura lanzado en 2011. El disco además cuenta con ilustraciones del artista Fito Espinoza.

## Temas
1. Abre los ojos
2. Estos días
3. Luna extraña
4. La abuela de Alejandro
5. Puedo estar sin ti
6. Sensual intergaláctica
7. Quiero estar sola
8. Cuídala olvídala
9. A un centímetro
10. Las horas
11. Mundo azul
12. Feliz aniversario
13. Dentro de ti

## Créditos
- María Laura Bustamante: Coros, kazoo, piano, teclado y voz
- Alejandro Rivas: Coros, guitarra acústica, guitarra eléctrica y voz.
- Ariel polenta: Acordeón, piano y teclado.
- Diego López Arcaute: Batería y percusión.
- Fernando Mantaras: Contrabajo.
- Santiago Castellani: Trombón y tuba
- Matías Cella: Acordeón, acústicas, bajo eléctrico, coros, españolas, guitarras eléctricas, lap steel, loops y percusiones varias.

## iTunes.
- Disponible en iTunes: